# General Güemes (departamento de Salta)

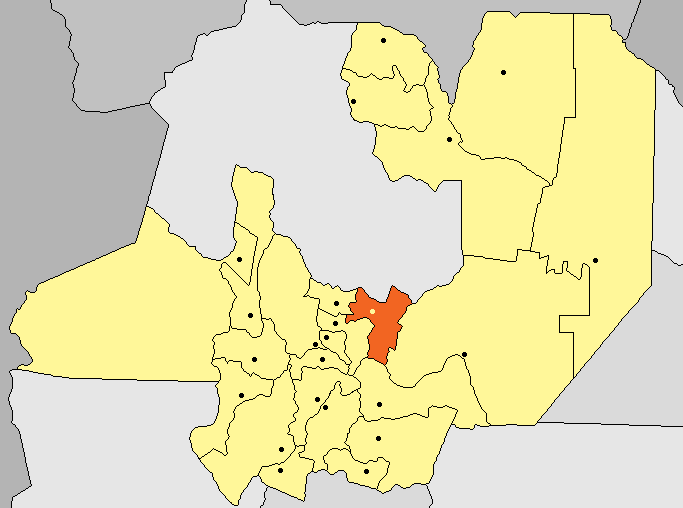
Mapa da localização do Departamento General Güemes em Salta

Departamento General Güemes (Salta) é um departamento da província de Salta, na Argentina.